# Melicharia huangi
Melicharia huangi är en insektsart som beskrevs av Chou och Lu 1981. Melicharia huangi ingår i släktet Melicharia och familjen Flatidae. Inga underarter finns listade i Catalogue of Life.